# Liste des plus hauts gratte-ciel d'Acapulco
Depuis la construction des Torres Gemelas en 1975, 23 immeubles d'au moins 100 mètres de hauteur ont été construits à Acapulco au Mexique.
En 2014 la liste des immeubles de plus de 110 mètres de hauteur y est la suivante d'après Emporis et Skyscraperpage,.

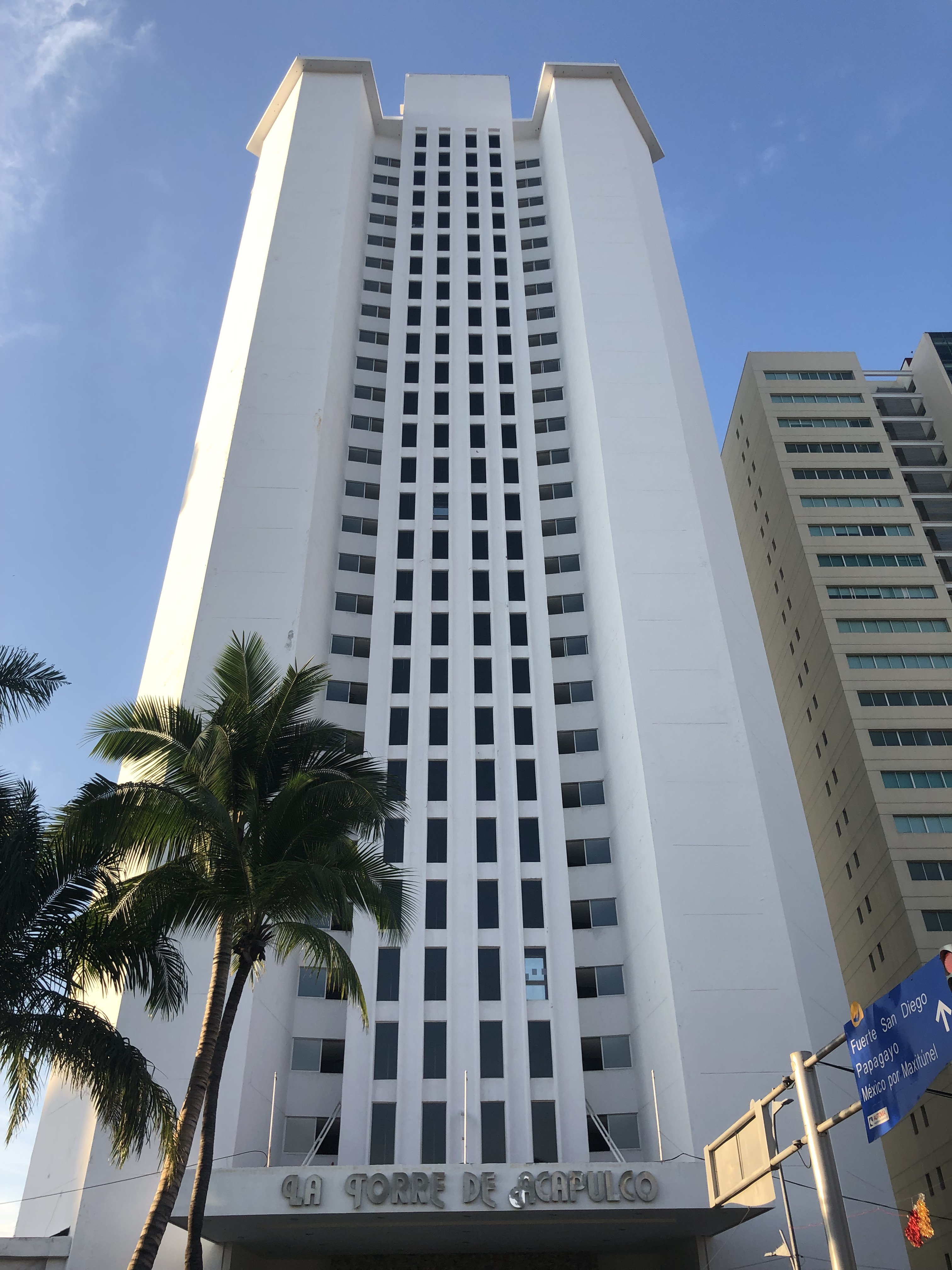
Torre de Acapulco

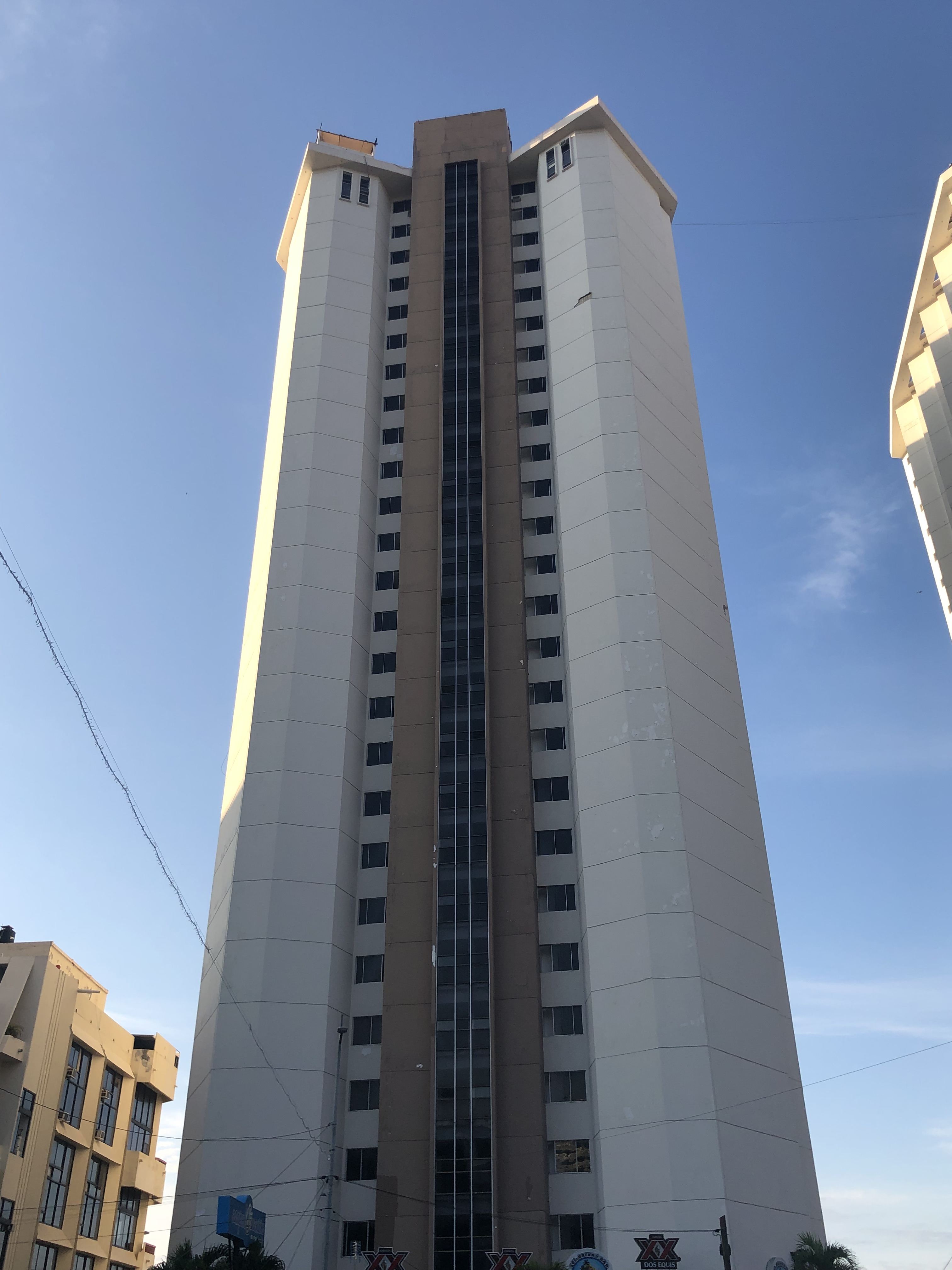
Torres Gemelas

| Rang | Nom                             | Hauteur | Étages | Année |
| ---- | ------------------------------- | ------- | ------ | ----- |
| 1    | Oceanic 2000                    | 123 m   | 33     | 1994  |
| 2    | Torre Coral                     | 122 m   | 31     | 1988  |
| 3    | Torre de Acapulco               | 115 m   | 31     | 1981  |
| 3    | Century Resorts Torre Portoreal | 115 m   | 24     | 2002  |
| 5    | Torre Condominio La Joya 1      | 113 m   | 22     | 1995  |
| 5    | Torre Condominio La Joya 2      | 113 m   | 22     | 1999  |
| 5    | Torre Condominio La Joya 3      | 113 m   | 22     | 1999  |
| 8    | Condominio Torre Acqua          | 112 m   | 24     | 2004  |
| 9    | HS Hotsson Smart Acapulco       | 110 m   | 28     | 1982  |
| 9    | Hotel La Palapa                 | 110 m   | 30     | 1976  |
| 9    | Torre Gemela Norte              | 110 m   | 30     | 1975  |
| 9    | Torre Gemela Sur                | 110 m   | 30     | 1975  |